# Alfredo Chávez Madrid
Alfredo Chávez Madrid (Chihuahua, México; 15 de noviembre de 1983) es un político mexicano miembro del Partido Acción Nacional (PAN). Desde el 1 de septiembre de 2021 es diputado del Congreso del Estado de Chihuahua.

## Primeros años
Alfredo Chávez nació el 15 de noviembre de 1983 en el estado de Chihuahua, México. Estudió la licenciatura en derecho en el Instituto Tecnológico y de Estudios Superiores de Monterrey de Chihuahua entre 2004 a 2009 y la maestría en administración en la Universidad Autónoma de Chihuahua (UACH) de 2017 a 2019.

## Trayectoria política
En 2007 fue parte del equipo nacional de Acción Juvenil, encargado del área política y de relaciones interinstitucionales. En las elecciones estatales de Chihuahua de 2016 fue postulado en la plantilla de regidores de Maru Campos resultando elegido para el periodo comprendido entre 2016 y 2018.
En las elecciones de 2018 fue postulado de nueva cuenta y reelegido como regidor para el periodo entre 2018 y 2021. En 2021 fue postulado por el Partido Acción Nacional como candidato a diputado del Congreso del Estado de Chihuahua por el distrito 15 del estado, con cabecera en la ciudad de Chihuahua, resultando elegido. Actualmente ocupa el cargo en la LXVII Legislatura desde el 1 de septiembre de 2021. En 2024, Chávez volvió a competir para buscar la reelección al cargo como diputado, aunque en esta ocasión por el Distrito 18, resultando reelecto para el cargo entre 2024 y 2027 para la LXVIII Legislatura.